# 佩蒂翁維爾

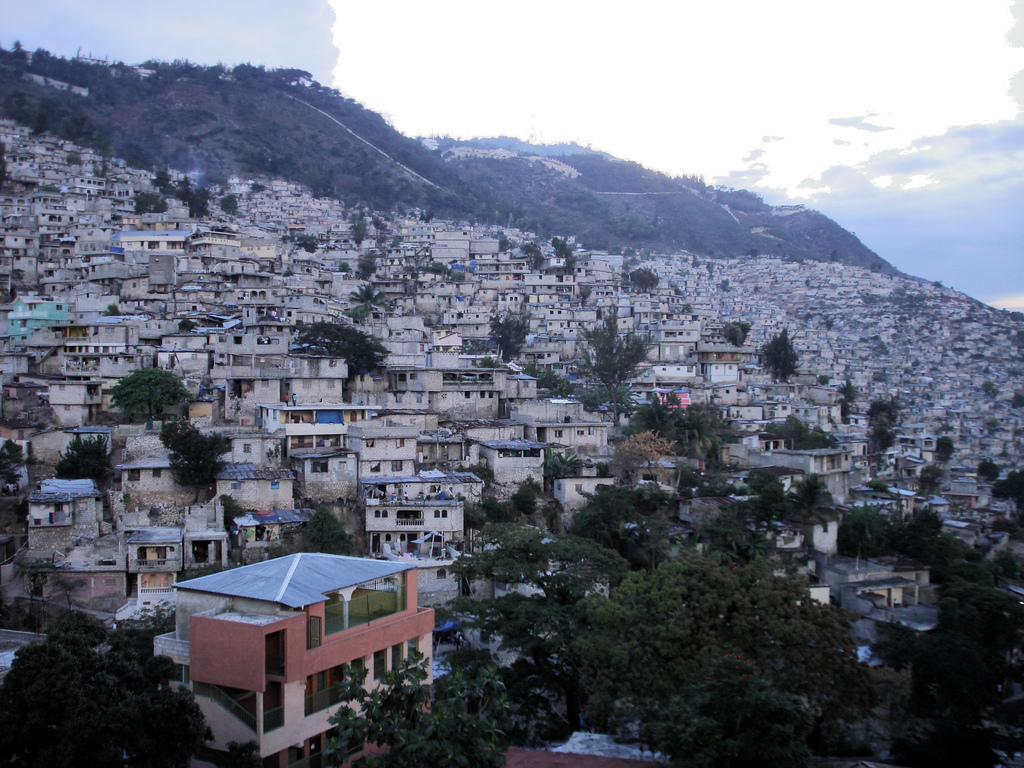
佩蒂翁維爾的山坡

佩蒂翁維爾（法語：Pétion-Ville），又译作贝琼城，是海地的城鎮和高級住宅區，成立於1831年，由西部省負責管轄，屬於首都太子港的郊區，面積165.49平方公里，海拔高度98米，2009年人口342,694，人口密度為每平方公里2,070.8人。這地名是為紀念亚历山大·佩蒂翁命名。中国海地贸易发展办事处位于此市内。
這裡被稱為海地的比華利山，有門禁和私人看守的街區，社區非常穩定，夜生活和商業活動以西方常態的外觀進行（也有海地唯一的高爾夫球場），與大太子港的許多其他地區形成鮮明對比。

## 外部連結
1. ↑  . 中国海地贸易发展办事处.   [2021-06-16]. （原始内容存档于2021-07-12）.

- Reuters. . 2010-03-02.

18°31′N 73°17′W / 18.517°N 73.283°W